# 横浜市立茅ヶ崎小学校
横浜市立茅ケ崎小学校（よこはましりつ ちがさきしょうがっこう）は、神奈川県横浜市都筑区茅ケ崎南一丁目にある市立小学校。児童数が増加したため、過去に2度新設校への分割を行っている。

## 沿革
出典
- 1988年（昭和63年）
  - 9月1日 - 開校。
  - 9月3日 - 開校式挙行し、祝賀会開催。
- 1989年（平成元年）
  - 5月25日 - 校章制定。
  - 9月9日 - 創立1周年記念式挙行。校旗披露。
- 1990年（平成2年）
  - 3月13日 - 校歌制定し、発表会開催。
  - 12月14日 - 校舎増築工事開始。
- 1991年（平成3年）11月15日 - 校舎増築完成。
- 1994年（平成6年）
  - 3月25日 - 茅ケ崎小学校児童と茅ケ崎台小学校児童とのお別れ式開催。
  - 4月1日 - 本校学区が分離し、茅ケ崎台小学校が開校。
  - 11月6日 - 行政区の変更（都筑区制施行）により、所在地が港北区から都筑区へ。
- 1996年（平成8年）11月9日 - 第一回「ちがさきっ子まつり」実施。
- 1997年（平成9年）11月15日 - 第1回「わくわくふれあい広場」実施。
- 1998年（平成10年）10月31日 - 創立10周年記念式挙行し、記念誌発行。
- 1999年（平成11年）5月 - 自然生態園を開園。運営委員会を設置。
- 2000年（平成12年）
  - 8月 - 児童増に伴うプレハブ校舎建設開始。
  - 10月 - プレハブ校舎完成。
- 2001年（平成13年）
  - 4月5日 - 全児童数が1120名（31学級）となり、横浜市の小学校で児童数が最大となる。
  - 11月16日 - プロムナード仲町台が茅ケ崎小学校の特別調整学区となる。
- 2002年（平成14年）
  - 3月22日 - 茅ケ崎小学校に残る児童と茅ケ崎東小学校に移る児童との『お別れ集会』を開催。
  - 4月5日 - 学校5日制が始まる。同日、個別支援学級開設（5組）。
- 2003年（平成15年）1月 - 校庭整備工事が終了し、セレモニーを行う｡
- 2004年（平成16年）
  - 3月 - 防犯カメラ設置。
  - 4月1日 - 学校2学期制実施。
- 2005年（平成17年）2月 - 緊急通報装置設置。
- 2006年（平成18年）8月 - ネットデー。教室に扇風機設置。
- 2008年（平成20年）
  - 7月 - 教室にインターフォン設置。
  - 11月 - 創立30周年記念式典挙行。
- 2009年（平成21年）
  - 4月5日 - 個別支援学級が3学級になる。
- 2010年（平成22年）1月 - 全学級教室に電子黒板設置。
- 2012年（平成24年）9月 - 全教室にエアコン設置。
- 2013年（平成25年）11月 - トイレ改修。
- 2015年（平成27年）11月 - 正門門扉改修。
- 2016年（平成28年）3月 - 特別教室にエアコン設置。
- 2017年（平成29年）
  - 8月 - 職員室拡張し、ほっとルーム設置。
  - 9月 - 体育館トイレ改修・多目的トイレ設置。給食室横スロープ設置。地域学校協働本部設立。
  - 10月 - 南棟2多目的ホールを普通教室教2室に改修。
- 2018年（平成30年）
  - 10月 - 南棟3階多目的ホールを普通教室2室に改修。
  - 12月 - 創立30周年記念式典挙行。
- 2020年（令和2年）3月 - 南棟屋上防水改修工事。

## 通学区域と進学先中学校
出典

### 通学区域
- 都筑区
  - 桜並木
  - 茅ケ崎南1丁目
  - 茅ケ崎南2丁目
  - 茅ケ崎南3丁目

### 進学先中学校
公立学校に進学する場合
- 横浜市立茅ヶ崎中学校

## アクセス
- 横浜市営バス「302」系統で、「茅ヶ崎中学校前」停留所下車後、徒歩。